# Его дом
«Его дом» (англ. His House) — британо-американский независимый фильм ужасов — триллер 2020 года. Снят в поджанрах «ужасы о сверхъестественном» и «психологические ужасы».

Лента рассказывает историю пары беженцев из охваченного войной Южного Судана, изо всех сил пытающихся приспособиться к новой жизни в небольшом английском городке, под поверхностью которого таится Зло.

## Сюжет
Бол и Риал Маджур — муж и жена, беженцы, спасающиеся вместе со своей дочерью Ньягак из раздираемого войной Южного Судана. Они прибывают в Англию на переполненной моторной лодке вместе с другими беженцами, нелегально пересекающими Ла-Манш из Франции в поисках лучшей жизни. При этой переправе они теряют свою дочь. Три месяца спустя правительство Великобритании наконец предоставляют паре убежище в стране с испытательным сроком, им выделяют ветхий дом с облупленными стенами и старой мебелью на окраине Лондона. На Бола и Риал накладываются строгие ограничения, иначе им может грозить депортация. Их куратор — странноватый соцработник Марк Эссворт.
Бол пытается ассимилироваться: он распевает футбольные кричалки, просит Риал пользоваться столовыми приборами, а не руками во время еды, меняет манеру одеваться. Бол пытается доказать правительству, что они принадлежат Великобритании, а его жена наоборот «цепляется» за культуру своей родины. Она хранит ожерелье их дочери, одевается в национальную яркую одежду, ест сидя на полу. Вскоре Бол и Риал сталкиваются со странными явлениями в своём новом доме: они видят свою погибшую дочь и таинственное человекоподобное существо, которые оба скрываются в стенах.
Риал выясняет, что Зло в их доме — апет, или «ночной демон» — сверхъестественное злобное существо из суданской мифологии, которое, как она уверена, последовало за ними из до́ма в Англию. Риал уверена, что апет последовал за ними, и если они вернут ему свой долг, существо вернет им дочь. Однако, что это за «долг» — неясно. Бол сжигает всё, что они привезли с собой, но апет продолжает мучить его, и отношения пары ухудшаются. Бол отправляется к Марку и просит новое жильё под предлогом того, что их кишит крысами, но не может его убедить. Тогда Бол едва ли не разбирает дом на части в поисках апета, и это ставит под угрозу шансы пары остаться в Великобритании, так как прибывший с визитом Марк обнаруживает причинённый ущерб. Риал выражает желание уехать, но Бол запирает её в доме и сам вызывает апета. Явившееся чудовище обвиняет Бола в том, что он вор, и утверждает, что он неправомерно отнял жизнь, которая ему не принадлежала. Затем апет предлагает Болу сделку: свою жизнь в обмен на жизнь дочери, но тот отказывается от этого предложения, и в итоге Бол впадает в состояние кататонии.
Риал выбирается из дома, но необъяснимым образом оказывается снова в Южном Судане в знакомом школьном классе. Она воссоединяется со старыми друзьями, которые, как выясняется в дальнейших воспоминаниях, стали жертвами ужасной резни, лишь Риал осталась в живых, хорошо спрятавшись. Бол находит её, и они сбегают от насилия, охватывающего регион, но обнаруживают, что в автобус, который им нужно сесть, пропускают только пассажиров-беженцев с детьми. Бол видит какую-то девочку в толпе и хватает её, утверждая, что она их дочь. Бол, Риал и девочка по имени Ньягак благополучно садятся в автобус и уезжают, оставляя настоящую мать похищенной девочки позади, когда начинается перестрелка. Позже, пересекая бушующий Ла-Манш, Ньягак и несколько других беженцев падают за борт и тонут. Смирившись с тем, что они сделали, Бол решает вернуть долг апету и рассказывает об этом Риал. Бол начинает впускать апета в свою кожу, а Ньягак входит в комнату и бросается к Риал. Но женщина решает спасти мужа вместо того, чтобы принять эту «альтернативную реальность», и перерезает горло апету.
Несколько дней спустя Марк приходит осмотреть дом и обнаруживает, что он отремонтирован. Бол и Риал говорят ему, что решили остаться и сделать это место своим новым домом. Бол говорит, что они решили жить с призраками своего прошлого из Южного Судана, включая Ньягак.

## В ролях
В титрах указаны 37 актёров и актрис, но большинство из них почти или совершенно неизвестны зрителю.
- Шопе Дирису — Бол Мажур
- Вунми Мосаку — Риал Мажур
- Мэтт Смит — Марк Эссворт, «жутковатый домовладелец с тёмным прошлым, погрязший в мире сверхъестественного»[3]
- Хавьер Ботет — апет, демон
  - Корнелл Джон[англ.] — апет, демон (озвучивание)
- Доминик Коулмэн[англ.] — старший офицер иммиграционной службы
- Роланд Манукиан[англ.] — парикмахер
- Гамба Коул[англ.] — Джордж
- Эмили Тааффе[англ.] — доктор Хейз

## Производство и показ
The Weinstein Company подала иск против Starchild Pictures (главная компания-производитель картины), утверждая, что они отказались от неподписанного дистрибьюторского соглашения. Основной финансовый вклад в производство осуществили компании Regency Enterprises, BBC Film и Vertigo Entertainment, поэтому в титрах они указаны первыми, а Starchild Pictures — последней.
В фильме помимо английского языка персонажи много говорят на языке динка.
Премьера фильма состоялась 27 января 2020 года в США на кинофестивале «Сандэнс». В Великобритании «Его дом» впервые был показан 23 октября того же года ограниченным образом. Затем лента была показана 30 октября того же года одновременно в 32 странах через интернет стриминговым сервисом Netflix.

## Критика и восприятие
На агрегаторе рецензий Rotten Tomatoes фильм имеет рейтинг 100 %, основанный на 118 отзывах, со средней оценкой 8 из 10. Консенсус критиков ресурса гласит: «„Его дом“, наполненный неподдельными страхами в каждом коридоре, представляет собой пугающий взгляд на призраки жизни беженцев и потрясающий полнометражный дебют Реми Уикса».

На агрегаторе Metacritic «Его дом» имеет рейтинг 72 %, основанный на обзорах девятнадцати критиков, что означает «в целом положительные отзывы».

Журнал Rolling Stone дал фильму 3,5 из 5 звёзд, консенсус кинокритика издания гласит: «сильный дебют и захватывающий — даже несмотря на то, что его ужасы рискуют стать избыточными по мере продолжения фильма — из-за сверхъестественного слияния политического опыта и обычных, опасных острых ощущений от дома с привидениями».

Кинокритик Джастин Чанг из Los Angeles Times так высказался о ленте: «…одно из тех волнений, связанных с возвращением подавленного, в которых напряженность и социальная совесть эффективно дышат как единое целое… это продуманная смесь драмы о мигрантах и острых ощущений от малобюджетных фильмов, которая может напоминать такие разные фильмы, как „Дипан“ Жака Одиара и особенно „Амулет“ Ромолы Гарай».

## Награды и номинации
- Февраль 2021 года — Премия британского независимого кино. Четыре победы («Лучший режиссёр», «Лучшая актриса», «Лучшие спецэффекты» и «Лучшая работа художника-постановщика») и одиннадцать номинаций (в т. ч. «Лучший британский независимый фильм», «Лучший актёр» и «Лучшая операторская работа»)[11].
- Март 2021 года — Премия NAACP Image. Две номинации (в т. ч. «Лучший международный фильм»)[12].
- Апрель 2021 года — BAFTA. Одна победа («Лучший дебют британского сценариста, режиссёра или продюсера») и две номинации («Лучшая актриса» и «Выдающийся британский фильм»)[13].